# Majacznyj (Baszkortostan)
Majacznyj (ros. Маячный) – wieś (sieło) w Rosji, w Baszkortostanie, w okręgu miejskim Kumiertau. W 2021 liczyła 2879 mieszkańców.

## Osoby związane z Majacznyjem
- Irina Pankina – rosyjsko-baszkirska polityczka i deputowana Dumy Państwowej Federacji Rosyjskiej